# Sellita
Sellita est une entreprise horlogère suisse basée à La Chaux-de-Fonds dans le Canton de Neuchâtel, qui produit des mouvements mécaniques.

## Historique
Fondée en 1950, Sellita agit pendant longtemps comme sous-traitant de ETA Manufacture Horlogère, en assemblant certains de ses mouvements. À partir de 2003, cependant, l'entreprise produit ses propres mouvements, largement inspirés de ceux d'ETA, en exploitant des brevets tombés dans le domaine public. L'entreprise a connu une croissance rapide, en partie parce que le Groupe Swatch, maison-mère d'ETA, a décidé de limiter la fourniture de ses mouvements aux entreprises horlogères extérieures. Sellita est ainsi devenu un fournisseur important pour des marques de montre indépendantes, principalement suisses comme Hublot, IWC, Oris et TAG Heuer, mais aussi d'autres pays, comme Bell & Ross et Michel Herbelin en Franceou Meistersinger en Allemagne. En 2019, l'entreprise a produit 1.2 million de mouvements et compte 700 employés. Elle rachète en 2020, pour augmenter sa capacité de production, l'entreprise Helios spécialisée dans le décolletage.

## Mouvements
Les mouvements de Sellita s'appuient sur la conception de mouvements ETA, et sont conçus pour pouvoir s'installer à la place de ceux-ci. Sellita propose principalement : 
- Le SW200, substitut du mouvement très répandu ETA 2824 ; différentes versions  proposées avec date, jour, indicateur de réserve de marche...
- Le SW300, visant un positionnement plus haut de gamme, plus fin que le SW200.
- Le SW400, plus grand que le SW200.
- Le chronographe SW500, succédané du Valjoux 7750.
- Le mouvements SW100, de plus petit diamètre, plutôt pour montres dames
- Le mouvement SW1000 de diamètre plus petit, également destiné surtout aux montres dames.